# Języki ormiańskie

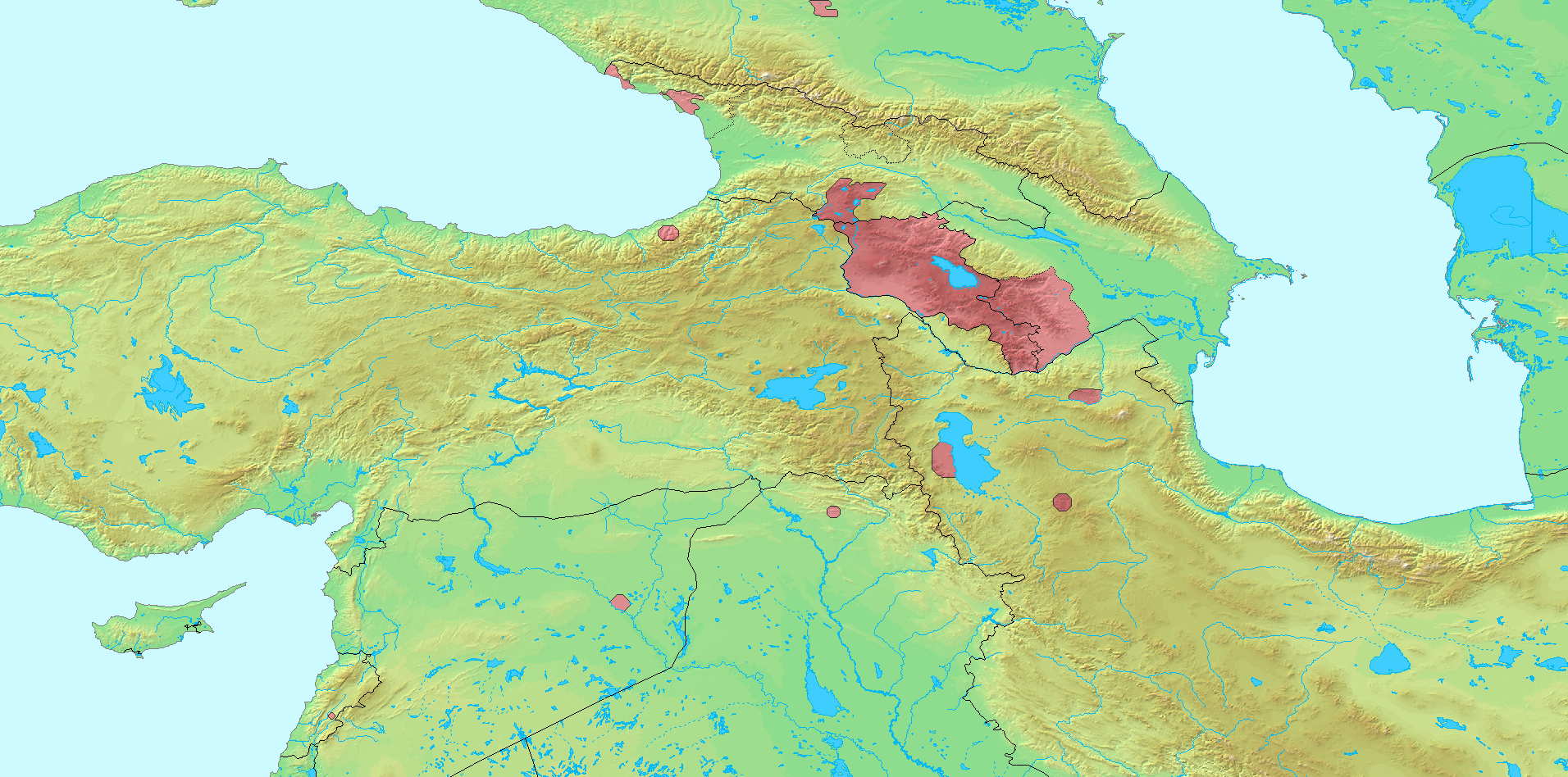
Rozmieszczenie współczesnych języków ormiańskich w rejonie Kaukazu

Języki ormiańskie – jedna z grup językowych w obrębie języków indoeuropejskich.
Współcześnie zalicza się do niej jedyny istniejący obecnie język, ormiański, bądź też dwa języki – w zależności od tego, jak traktowany jest dosyć odmienny wariant, zwany zachodnioormiańskim.
Bliższe związki z innymi językami są przedmiotem spekulacji naukowych. W starszej polskiej literaturze językoznawczej z językami ormiańskimi bywały łączone wymarłe języki trackie, określane łącznie jako grupa tracko-ormiańska.

## Klasyfikacja języków ormiańskich

### Klasyfikacja Merritta Ruhlena
Języki indoeuropejskie
- Języki ormiańskie
  - Język ormiański klasyczny†
  - Język ormiański

### Klasyfikacja Ethnologue
Języki indoeuropejskie
- Języki ormiańskie
  - Język ormiański
  - Język zachodnioormiański